# گیتس-نورت گیس (نیویورک)
گیتس-نورت گیس (به انگلیسی: Gates-North Gates) یک منطقهٔ مسکونی در ایالات متحده آمریکا است که در شهرستان مونرو، نیویورک واقع شده‌است. گیتس-نورت گیس ۱۵٬۱۳۸ نفر جمعیت دارد.